# Parahernandria
Genre
Parahernandria est un genre d'opilions laniatores de la famille des Ampycidae.

## Distribution
Les espèces de ce genre sont endémiques du Costa Rica.

## Liste des espèces
Selon World Catalogue of Opiliones (18 octobre 2024) :
- Parahernandria spinosa (Banks, 1909)
- Parahernandria ventralis (Banks, 1913)

## Systématique et taxinomie
Ce genre a été décrit par Goodnight et Goodnight en 1947 dans les Gonyleptidae. Il est placé dans les Ampycidae par Benavides, Pinto-da-Rocha et Giribet en 2021.

## Publication originale
- Goodnight & Goodnight, 1947 : « Studies of the phalangid fauna of Central America. » American Museum Novitates, no 1340, p. 1–21 (texte intégral).